# ワン・トゥリー・ヒル
『ワン・トゥリー・ヒルl』（One Tree Hill）は、アメリカ合衆国のThe WB系列（シーズン3まで）およびThe CW系列（シーズン4以降）で放送されていたテレビドラマ。全9シーズン。

## 概要
アメリカ合衆国で2003年9月23日より2012年4月4日まで、全9シーズンが放送された。全世界43ヶ国で放送され、日本では2007年8月よりスーパー!ドラマTVにて放送された。
作品の舞台はノースカロライナ州にある架空の小さな町、トゥリー・ヒル。バスケットボールが好きという以外まったく共通点のない二人の若者だったが、ルーカスとネイサンは、育った環境は異なるが実は異母兄弟だった。そんな二人が高校のバスケ部でチームメイトになったところから物語は始まる。
The O.C.や『ゴシップガール』のように、主人公たちのセレブライフをテーマにした青春ドラマが多い中、本作は地方を舞台にし濃密な人間関係やスポーツを題材にしたことが視聴者の共感を呼んだといえる。また劇中で使用する音楽にも力を入れており、主題歌はギャヴィン・デグロウが担当している。
登場人物は第4シーズンまでは高校生で、第5シーズンからは4年飛んで社会人となり、主要人物の結婚、子育てや仕事などが描かれている。
主演は番組開始時からチャド・マイケル・マーレイが務めていたが、第6シーズンを最後に降板。ヒラリー・バートンも同様に番組を離れた。
日本では、第7シーズンまでDVD化されており、第5シーズンからは字幕オンリーとなる。

## あらすじ
ノースカロライナ州の小さな町、トゥリー・ヒル。トゥリー・ヒル高校に通うルーカスとネイサンは、同じ父を持つ異母兄弟だった。ともにバスケットボールを愛するプレーヤーだが、ネイサンは高校のチーム「レイヴンズ」のスター選手。一方ルーカスは、公園で仲間たちとストリートバスケをする毎日だった。とあることからネイサンとチームメイトになったルーカスだが、ネイサンは自分のポジションをルーカスに奪われたことが気に入らず彼に嫌がらせを始める。一方そんなネイサンの恋人であるペイトンは、傲慢な態度のネイサンに嫌気が差しルーカスと惹かれ合うが、親友のブルックもルーカスに想いを寄せていたのだった。

## 登場人物

### 主要人物
ルーカス・スコット
演 - チャド・マイケル・マーレイ、日本語吹替 - 増田裕生
トゥリー・ヒル高校に通う高校生。母カレンと二人暮らしをしている。愛称はルーク。バスケの腕は優秀だがチームでプレイする気はなく、友達とストリートでバスケを楽しんでいたが、叔父キースの計らいによってレイヴンズに入ることになった。マイペースで寡黙な性格で、華やかな世界には背を向けている。読書を好む心優しい青年で、彼の語りには有名作家の名言が使われることが多い。異母兄弟のネイサンとは性格が正反対のため反りが合わず対立することが多い。ちなみにネイサンより3ヶ月年上。第2シーズンでダンと同じく心臓に問題があることが発覚したため第3シーズンでバスケ部を去るが、第4シーズンに復帰し、薬を飲みながら限られた時間だけプレーし、レイヴンズをネイサンと共に優勝に導く。卒業後はもう一つの夢である作家になり、小説の執筆活動に追われている。第5シーズンではレイヴンズのコーチになり編集者のリンジーと婚約するが、リンジーは結婚式の当日に去って行った。第6シーズンでは遂にペイトンと婚約して結婚し娘が生まれる。また、小説の第二弾が発売されたが、一作目と違って売れなかった。一作目が映画化の話も出たが、会社の都合で製作中止になり実現しなかった。
第6シーズンのラストでペイトンと生まれた子供の三人でトゥリーヒルを去り、以降は大人の事情で長らく登場しなかったが、最終シーズンで一時的に登場する。
ネイサン・スコット
演 - ジェームズ・ラファティ、日本語吹替 - 平川大輔
トゥリー・ヒル高校のバスケチーム「レイヴンズ」のスタープレイヤー。身長74インチ。初期の頃は、ルーカスの実父でもある父ダンに母デブと暮らしていて、家庭はビーチハウスを持っており高級車を乗り回すなど非常に裕福。初期の頃は俺以外は全員素人でも勝てると言ったり、付き合っていたペイトンの車で飲酒運転をして事故を起こしたのに放置するなど非常に傲慢な上自己中心的な性格だったが、それは父ダンからの激しいプレッシャーが影響している。そのプレッシャーから薬に手を出し一時期バスケを辞めるが、バスケが好きということを改めて思い出し再びバスケをする。話が進むにつれ徐々に傲慢な一面は消えていったが、これはクリエーターの解説によると、当初からの予定だったらしい。しかし、それでも短気な一面は完全に消えたわけではなく、作中では何度も殴り合いの喧嘩をしている。課題でFを取るなど学校の成績は非常に悪く、バスケがないと大学にはとてもいけないと本人も言っているが、頭の回転は速く機転が利く。デブの過去を知り、親権無効を申し立て家を出てヘイリーと暮らす。ルーカスへの嫌がらせとして、彼の幼なじみヘイリーに接近するが、恋に落ち結婚する。その後、ヘイリーが歌手になってツアーに出るなど活躍したためすれ違いが続きダンから別れることを進められるが、最終的には書類は提出しなかった。第3シーズンでホワイティからルーカスと共にキャプテンに任命され、第4シーズンでチームを優勝に導く。第4シーズンでは金に困って高利貸しから八百長を持ちかけられ言いなりになってしまうが、決勝では断ったため殺されかける。後日、八百長がばれてデューク大学への奨学金は取り消しになる。高校生活終盤でヘイリーとの間に息子が生まれ、ジェームズ・ルーカス・スコット（呼び名はジェイミー）と命名する。卒業後は、ホワイティがコーチに就任した短大でバスケをして活躍し、編入して大学に入って全米代表にも選ばれて遂にＮＢＡからもスカウトされるが、下らぬ喧嘩が元で足を負傷しバスケができなくなってしまい酒浸りな日々を送っていた。それからリハビリを繰り返し、クエンティンやジェイミーの協力もあって元の動きを取り戻してプロを目指すこととなり、第6シーズンではトライアウトを受けBリーグのチームに入り、そこでの後輩の指導やチームワークの大事さを披露したこともあり、遂にＮＢＡ入りが決まる。第7シーズンでは、プロのスター選手となってCMに出演するほどの人気を得ているが、直後に隠し子騒動が勃発し、ダンが司会を務めた番組で相手女性の嘘が証明されるが、しばらくして契約を解除され一時無職状態に陥る。しかし、代理人のクレイの活躍で何とかチームに帰ることができた。
ペイトン・ソーヤー
演 - ヒラリー・バートン、日本語吹替 - 園崎未恵
トゥリー・ヒル高校のチアリーダー。ネイサンの恋人だが、彼の自己中心的な性格に嫌気が差して第1シーズン序盤で破局する。イラストを描くことが得意で、ロック音楽好きである。第2シーズンではカレンと協力して未成年でも入れるクラブを開店させる。チアリーダーを皮肉ったイラストを描く等、本当に自分がやりたいことは違うのではないかと疑問に感じている。幼い頃に母を事故で失くし、父は作業船の船長で家を留守にしがち。そのためか、胸の内に孤独感を抱えている。ブルックとは小学生の頃からの親友だが、ルーカスが原因で何度か喧嘩したことがある。ルーカスとは第4シーズンに正式に付き合うようになる。実は養女で、本当の母親であるエリーは第2シーズンの最後に登場し、末期の癌であったため第3シーズンで死亡する。第4シーズンではストーカー被害にあうが、ルーカスたちの協力によって辛うじて助かり、後遺症を克服する。卒業後は音楽関係の会社に勤めるが、上手くいかずトゥリーヒルに帰ってきてレーベルを立ち上げヘイリーの協力もあり若い女性ミアをプロデュースして売り出すことに成功する。その一方で、ルーカスが編集者のリンジーと付き合っていると知った時は、激しく嫉妬して対立した。第6シーズンで実の父親が判明し、ルーカスと婚約して妊娠が発覚し、結婚した後に娘を出産する。その後、三人で町を出る。以降は大人の事情で登場しない。
ヘイリー・ジェームズ
演 - ベサニー・ジョイ・レンツ、日本語吹替 - 川庄美雪
ルーカスの幼馴染で、何でも言い合える親友で明るく気さくで、真面目な性格。ルーカスの母カレンが経営するカフェでアルバイトをしていて、カレンとも仲が良い。大家族の末っ子で、理解のある両親のもとに育った。学校の成績は優秀で、最終的には学年トップで総代生にも選ばれるほどでもあり、個別指導センターでは家庭教師をしている。しかし、第4シーズンでは担当範囲内でカンニング問題が起きたため、監督不行き届きとして校長から解雇される。第1シーズンではブルックに頼まれ一時的にチアをすることになるが、第3シーズンでは再びブルックに頼まれ正式にチアの一員となり、ルーカスとネイサンを支える。ルーカスがネイサンから嫌がらせを受けていることに心を痛め、「イジメを止める」ことを条件にネイサンに勉強を教えるが、それがきっかけでネイサンに恋をし、結婚することになる。実は音楽が趣味で、歌唱力や演奏能力もなかなかのもの。そのため、第2シーズンではクリスと共に歌手デビューするがネイサンとの関係はギクシャクする。その後帰ってきて、第3シーズンで2度目の結婚式を挙げて復縁し、第4シーズンで息子を出産する。レイブンズが優勝した時に轢き逃げにあい死に掛けたことがあるが、何とか助かった。卒業後は大学に進学し、第5シーズンではトゥリーヒル高校の教師になっており、ペイトンと組んで再び音楽活動もしている。第6シーズンで教え子のサムが問題のある作文を書いたのをそのまま載せたため、校長（高校時代は黒人男性だったが、この時は白人女性）から解雇され、音楽に専念することになる。第7シーズンでは、もう一人の姉であるクインと母リディアが登場するが、リディアはすでに末期のがんであり、最後を姉妹三人で看取った。しかし、その後から精神面に異常をきたして自殺未遂までするが、何とか乗り越えた。最後には、二人目を妊娠し、第8シーズンで娘を出産した。
ブルック・デーヴィス
演 - ソフィア・ブッシュ、日本語吹替 - 日野未歩
トゥリー・ヒル高校チアリーダー部のキャプテンで、ペイトンの親友で、二話目から登場。家庭は非常に裕福だが、放任主義の親に育てられた。そのせいか積極的かつ大変奔放な性格で、普段は能天気に好き勝手遊んでいる。しかし、高校生活の途中で父親が失業したため、金に困ってルーカスの家に居候することになったり、ヘイリーやレイチェルの家に暮らしたりしている。流行に敏感で、パーティーやファッションに夢中。そのためファッションの能力にも長けており、デザイン能力も非常に高く、バイトした洋服屋でデザインした服がいきなり商品化されたこともあった。ヘイリーの二回目の結婚のドレスも手がけた。第2シーズンからは生徒会長も勤め、第3シーズンではレイチェルが勝手に応募した服がある大会の候補に選ばれるが、チアの大会と日程が重なったため悩んだ末チームメイト達がいるチアをとることとする。勉強は苦手であり、第4シーズンでは微分積の単位を落としたことがあり、そのためテストを盗んでカンニングすることをレイチェルと共に実行する。最終的には校長に自分から話して処分を覚悟したが、校長の計らいもあって何とか卒業となった。卒業後は、自分のデザイン会社を立ち上げ大成功しているが、どこか空しさを感じていてトゥリーヒルに戻り、閉店していたカレンの店を使って自分の店を開店させる。ルーカスとは、第4シーズンに完全に破局する。他の四人と違って両親は高校時代は一度も出てこなかったが、第5シーズンになって母ヴィクトリアが登場し会社の方針について対立する。また、乳児の里親に一時的になっており世話に苦戦する姿が描かれた。第6シーズンでは店の閉店時に強盗にあい、犯人は最初ヴィクトリアが黒幕とブルックは疑い大喧嘩になるが、犯人はヘイリーの教え子のサムの同級生の兄であり、ブルックは捕われていたサムを助け出すことに成功して、しばらく一緒に住むことになる。その後、サムは実母の所に行くこととなる。また、映画製作を通じてプロデューサーのジュリアンとも知り合い、付き合うようになる。終盤にはヴィクトリアとも和解し、一旦は手放した会社の権利も再度手にすることとなった。第7シーズンでは、引き続きジュリアンと付き合っているが、子供ができにくい体であることが検査で判明し、ジュリアンとその後けんかになって破局してしまう。しかし、ジュリアンの映画作りを手伝う内に復縁した。
ダン・スコット
演 - ポール・ヨハンセン、日本語吹替 - 山野井仁
ネイサンの父で元レイヴンズのスター。ルーカスの父親でもあるが、親権はない。大学では膝の故障もあって活躍できずバスケを辞めたが、その後自動車販売会社を経営して裕福な暮らしを営んでいる。極端に自己中心的で負けず嫌いな性格で、他人には傲慢な態度をとりがちで恨みを買うことが多い。息子ネイサンに過剰なまでのプレッシャーをかけ潰しかける。第1シーズンの最後で倒れて心臓に問題があることが発覚し急に大人しくなるが、実はキースにデブを寝取られたことを復讐するための芝居で、ジュールズを雇いキースに大恥をかかせて復讐を果たす。その後、送られてきた睡眠薬入りの酒を不用意に飲み、店ごと放火（以降会社はどうなったのかは描かれなかった）されもう少しで死ぬところだったが、ルーカスが助けに来たため辛うじて一命を取り留める。その後トゥリーヒルの市長のSM趣味の証拠を押さえ辞任させ、市長に立候補しカレンと競い合い当選する。市長になってからは職権を乱用して防犯カメラの映像を押さえキースが送られてきた酒と同じ酒を買っている映像を発見し、彼を犯人と思い不当に逮捕するが、決め手に欠けすぐに釈放となる。それからしばらくして、トゥリーヒル高校で起こった銃撃事件に便乗して事件を起こしたジミーの仕業と見せかけてキースを射殺する。しかし、葬儀の日以降キースの少年期の亡霊を何度も見て苦しむ。その後、ネイサンの二回目の結婚式でデブから放火したのはキースではなく自分だと言われ愕然とする。最終的には目撃者がおり、ルーカスやネイサンからも犯人であることを問い詰められ自首する。服役することになり、ルーカスとネイサンに見捨てられる。第5シーズンでおよそ4年ぶりに釈放されるが、ネイサンもルーカスも許しておらずジェイミーにも中々会わせてもらえない。その後心臓に問題があり、移植が必要とみなされた。第6シーズンで交通事故にあうが、実は以前ジェイミーの子守をしていたキャリーの仕業であり、以前ダンが邪魔したために復讐しようと拉致監禁されてしまう。ヘイリーやデブの協力もあって何とか助かり、キャリーを射殺（何らかの罪に問われた様な描写はない）した。移植できる心臓は何とか見つかるが、病院での不運が重なって移植は叶わなかった。第7シーズンでは、14か月の間に心臓移植に成功し、本も出版してテレビ番組の司会者になって再び裕福になっており、ネイサンの同級生であったレイチェルと再婚しているが、ネイサンとは依然不仲のままであった。ある日、トゥリーヒルに休暇で訪れ、キースを撃った廊下で生放送をすることをレイチェルから持ち掛けられダンも乗り気だったが、放送前に発砲事件を依然起こしたジミーの母親に責められて改めて罪の重さを感じ、生放送中に番組を打ち切ることを宣言し、レイチェルにも離婚届を渡して全財産も寄付し、トゥリーヒルから去っていった。以降は長らく登場しなかったが、第8シーズンの途中でヘイリーの姉クインから殺人を依頼される形で再登場する。
キース・スコット
演 - クレイグ・シェイファー、日本語吹替 - 咲野俊介
ダンの兄で、ルーカスの伯父。自動車修理専門の小さな工場を営んでいる。昔からダンとは仲が悪く、その息子のネイサンとも殆ど話したことがなかった。弟ダンとは違い大変温厚な性格で、ダンの代わりにカレンを支えルーカスの成長を見守ってきた。ルーカスにとってキースは父親代わりのような存在であり、またキースもルーカスのことをとても信頼している。しかし、飲酒運転で事故をおこして同乗者のルーカスをもう少しで死なせかけたため、カレンからの信頼を失う。その後、治療費を工面するために自分の店を売ることになる。店はダンが買い取ることとなったが、まったく違う店になったため怒って辞めてしまった。第2シーズンではトゥリーヒルにルーカスと共に帰った後は、ダンの会社を手伝いながらジュールズと出会うが、これはダンの仕組んだ陰謀であり、結婚式当日にジュールズは去っていった。直後にルーカスとカレンが真相を知っていたのに話さなかったショックもあり、ダンと大喧嘩して店を破壊してトゥリーヒルを去る。それからしばらくは出てこなかったが、第3シーズンで帰ってきてカレンと遂に婚約する。しかし、銃撃事件で犯人を説得しようとするが止めることが出来ず犯人のジミーは自殺してしまい、直後にキースを放火の犯人と思い込んでいたダンに射殺される。カレンが妊娠中毒で心停止した時、夢の中で娘と共に現れ励ました。最終シーズンでは、ダンが死去する直前にダンを迎え入れる幻として登場する。
カレン・ロー
演 - モイラ・ケリー、日本語吹替 - 八十川真由野
ルーカスの母。小さなカフェを経営している。学生時代にダンと恋に落ちルーカスを妊娠したが、ダンはカレンを見捨て大学へ進学してしまった。だが出産するまでダンを信じていたカレンは、ルーカスにダンの名字「スコット」を授けた。厳しい面もあるが芯が強い女性で、料理の腕前は抜群。ルーカスも彼女には頭が上がらない。ただし、アメリカ人らしく感情的でヒステリーになりやすい一面があり、ダンの店を逆上して破壊したり、弁護士の前で怒鳴り散らしたり、留置所に入ったルーカスが電話してきても怒鳴り散らして電話を切ったこともあった。実はダンが共同親権を後に申し出ていたが、断っていて養育費も一切受け取っていない。第2シーズンでは大学に通い講師のアンディと交際するが、彼が子供を望んだため別れてしまう。第3シーズンではキースと婚約するが、キースは銃撃事件で亡くなってしまい、ネイサンとヘイリーの二回目の結婚式で妊娠が発覚し、娘を第4シーズン終盤に出産する。第五シーズンでは店は閉鎖していてトリックの経営も違う人物になっており、娘リリー・ロー・スコットとヨーロッパに住んでおり、アンディと一緒になり二人で娘を育てている。
第6シーズンではルーカスとペイトンの結婚式には出席しなかったが、ペイトンの出産後に再登場した。直後にダンとも顔を合わせているが、両者とも無言のまま立ち去っていき、最後まで和解することは特になかった。以降は登場しない。
デブラ “デブ”・スコット
演 - バーバラ・アリン・ウッズ、日本語吹替 - 北西純子
ネイサンの母親でダンの妻で序盤は出張に出ていた設定で、四話目から登場する。オープニングには第2シーズンから登場する。裕福な家庭で育ち、ダンが起業できたのも彼女の両親の援助のおかげである。ダンとは大学時代に知り合う。ダンとカレンの間に子供がいたことは、結婚してトゥリー・ヒルに引っ越してくるまで知らなかった。慈愛に満ち家族を大切に思っているが、カレンほど芯は強くなく、一度だけ過去に夫以外の男性と駆け落ち寸前になったことがある。カレンがカフェを空けた間店を手伝うこととなり、その後店の権利を共同で持つことになる。ダンとは第3シーズンに市長に立候補する時の書類に記載するのを条件に離婚する。一時期薬物に依存するが、施設に入って克服する。しかし、自分たちの元凶がダンであると考えたデブはシーズン2終盤で放火しようとするが、ルーカスが助けたため結果的に失敗する。その後ダンに放火の告白をし、怒ったダンに脅され、さらに「愛したことはなく単に妥協しただけであり、好きだったのはカレンのほうだ」と言われた（ただし、それ以前にダンが復縁を迫ったりするなど、この発言には矛盾が生じる）ショックでまたも薬に溺れてしまう。第4シーズンでは、カレンの店で携帯していた銃が誤って暴発しカレンと大喧嘩になり共同での権利は破棄され、トリックの権利についても揉めたり、処方箋の偽造をして逮捕されたりし、ネイサンとも対立した後厚生施設に逆戻りする。その後は何とか立ち直り、ネイサンやヘイリーと一緒に住み孫の面倒を見たりしている。第5シーズンではネイサンに呼ばれてジェイミーの面倒を見る形で再登場する。第6シーズンでは、出会い系で男と出会い何とスキルスであったが交際し、最終的にはデブの方から別れを告げた。その後は長らく登場しなかったが、最終シーズンで再登場する。
ホワイティ・ダーラム
演 - バリー・コービン、日本語吹替 - 浦山迅
トゥリー・ヒル高校のバスケチーム「レイヴンズ」の名コーチで、チームを35回も優勝に導いた。妻を先に亡くしていて、子供はいない。ダンとキースが高校時代の頃からのコーチだが、ダンとは非常に仲が悪く作中で何度も対立し、対照的にキースとは良好である。普段は皮肉屋ながら人情に厚い性格だが、一度バスケのことになると選手に対して厳しく接する。第3シーズンでルーカスとネイサンがセレモニー中に大喧嘩して大乱闘した後、罰としてレイブンズの部員全員をスパルタでしごき、ボロボロの別の体育館を掃除させ整備させた。第3シーズンではダンによって解任されそうになるが、その後自分から大会が終了次第辞任すると表明する。勘が鋭い一面もあり、第4シーズンで八百長問題で揺れた時も八百長をしたのはルーカスだと噂になった時も、ビデオを数回見ただけでネイサンだと見抜いた。州大会で優勝した時は、満面の笑みを浮かべていた。その後は、ネイサンの入学した短大で教えていた。第6シーズンで終盤に再登場し、人里離れた山奥に住んでおり、尋ねてきたダンと和解した。以降は登場しない。

### その他の登場人物
マウス・マクファデン
演 - リー・ノリス
ルーカスの初期の頃からの友達。「マウス」は愛称で、誰もそうは呼ばないが本名は「マーヴィン」。トゥリー・ヒル高校では地味で目立たない存在だが、性格が良いため友達は多い。以前からブルックに想いを寄せているが報われず、マウス本人も「手の届かない存在」と諦めているところがある。祖父がいるが、認知症を患っていて施設暮らしであり、マウスのことも誰かわからない程である。第2シーズンでエリカと付き合うが、第3シーズンでは振られたことが判明した。第3シーズンでは、下級生のジジとコンビを組みレイヴンズの実況をしていくうちに接近してデートをする仲になるが、結局結ばれず、それからしばらくしてクリーンティーンのリーダーのシェリーと付き合い一度関係を持つ。一度ブルックの車を壊したことがある。アナウンサーになるのが夢で、レイブンズの試合の実況をしている。第5シーズンでは放送局で働いており、スポーツ担当を任されるほどにまで成長するが、ルーカスの乱闘を意図して隠し、その後退職する。第6シーズンでオハマに行くが、すぐに戻ってくる。そして、新たなるアシスタントは大学生になったジジだった。ジジのこともあり、恋人ミリーとは一旦破局するが、その後復縁する。第７シーズンでは、引き続き局で働いていてスポーツニュースを担当していたが、上司命令（ネイサンの隠し子騒動を取り上げる）に逆らったため退社になった。ある日、スキルスが仕事の都合でＬＡに行き、その間にローレンと接近するが、帰ってきたスキルスにバレて殴られ友情が崩壊するが、最終的には何とか修復した。尚、第3シーズンからオープニングに登場し、レギュラーへと昇格した。
スキルス
演 - アントウォン・タナー
スキンヘッドの黒人青年で、マウス同様ルーカスの初期の頃からの友人。初期の頃はこれといった見せ場はなく脇役の一人だったが、第3シーズンではチアリーダーの一人であるヴェバンと付き合いだすなど徐々に出番が増え、第4シーズンでオープニングに登場してレギュラー格へと昇格した。バスケの腕は確かであり、ルーカスに頼んで奨学金目当てでレイヴンズに入れてもらうことになり、レイヴンズの州大会優勝への貴重な戦力へとなる。その後、大学の奨学金を手にすることになり、卒業間近にはヴェバンの両親とも食事をしてうちとけた。父親は、トゥリーヒル高校卒業後町の工場で働いている。第5シーズンではルーカスと共にレイヴンズのコーチになっており、ルーカスやネイサン同様問題児のクエンティンの扱いに手を焼く。ヴェバンとは4年間の間に別れたらしい。また、このシーズンより、ジェイミーとも仲が良い場面が描かれている。第6シーズンではデブと付きあうが、破局し、ジェイミーの学校の教師のローレンと付き合うようになる。また、子供バスケの指導もしている。第7シーズンでは、引き続きローレンと付き合うが、ある日自分で撮った映像がLAの会社に認められ旅立つことになるが、その間にローレンとは自然消滅し、帰宅時にはローレンはマウスと接近していたが、その事でマウスを殴って一時友情が崩壊するが、何とか和解した。
レイチェル・ガッティーナ
演 - ダニール・ハリス、日本語吹替 - 安永亜季
第3シーズンで登場する転校生。何校も退学になった問題児で、トゥリーヒルに来てからも問題を起こす。昔は太っていたが、整形で今の姿になった。スタイル抜群で、雑誌の表紙を飾ったこともある。チアの実力は確かでブルックも認めるほどだが、ブルックとは作中で何度も対立する。しかし、次第に友情が芽生え、一時期は一緒に住んでいたこともある。第3シーズンでタイムカプセルを無理やり開けてしまい、結果として銃撃事件のきっかけを作った。出会い系サイトで男漁りをしたことがあり、何と知り合ったのはデブの弟のクーパーだった。ある日、クーパーがレイヴンズの試合に応援に来ていた時、チア姿のレイチェルに気づいてしまった。しかも、年齢を偽っていたためクーパーからは別れを切り出されるが、ネイサンとヘイリーの2度目の結婚式に逆上して運転している車のハンドルを揉み合って川に車ごと転落し、危うく殺しかける。その時妊娠していると嘘を言ってしまったため、クーパーは怒って町を出て行く。ネイサンに助けられたため、ネイサンに一時期好意を持って言い寄るが、そのことやカンニング事件による個別指導センターを解雇されたことによってヘイリーを激怒させた。ブルックと違って実は成績が良く、ブルックの名前を書いて抜き打ちテストの解答を提出した。テストを盗むのに協力し、その後はブルックを庇って退学になったが、校長の計らいにより何とか卒業となった。第5シーズンで再登場しモデルとして活動していたが、仕事に失敗したためヴィクトリアから解雇され、薬に溺れている事が判明した。第７シーズンでは、施設から出た後はストリッパーをしていたが、訪れたダンと再婚して仕事でも手を組んで二人で番組を手掛けて裕福になっていたが、最終的にはダンから離婚されて慰謝料を要求することも出来なかった。以降は登場しない。なお、ブルックの金を以前に盗んでおり、ヴィクトリアとブルックから業界から追放されたようだ。ブルックには盗んだ額を小切手で返しに行ったが、許してもらえず、最後まで和解することはなかった。
ジェイク・ジャギエルスキー
演 - ブライアン・グリーンバーグ
トゥリー・ヒル高校のバスケ部員。大人びており他人と群れたがらないが、友好的で親切な性格。他の部員がネイサンのルーカスいじめに共謀していた時も一人ルーカスの味方をした。実はジェニーという名前の娘がいる。ジェニーを連れて逃げたため、ニッキの策略によって刑務所に一時的に入ることとなる。第2シーズンではペイトンと相思相愛になるが、ニッキがジェニーを連れて逃げたためジェニーを探すためにトゥリーヒルを去る。第3シーズンでも登場し、ペイトンから結婚を申し込まれるが、ペイトンがルーカスを好きだということを見抜いていたため、トゥリーヒルに帰るべきだと言って結局ペイトンとは結ばれなかった。
ティム・スミス
演 - ブレット・クレイウェル
トゥリー・ヒル高校のバスケ部員。ネイサンの腰巾着に見えなくもないが、本来は固い友情で結ばれている。いわゆる「おバカキャラ」で、スケベな発言も多い。第4シーズンでは他校に転校した設定になっており登場しなかったが、第5シーズンではピザ屋の配達人として再登場する。その際、結婚していて息子もいることが判明し、母親はヴェバンであるということが後日発覚した。
フィリックス・タガロ
演 - マイケル・コポン
トゥリー・ヒル高校の転校生。ラテン系のルックスが自慢で遊び人的な雰囲気。ブルックはフィリックスのチャラチャラした態度が気に入らず初めは反感を持つが、徐々に彼の持つ本当の優しさに惹かれていく。ペイトンいわく「ブルックの男版」。
アンナ・タガロ
演 - ダニエラ・アロンソ
フィリックスの妹。ひょんなことからルーカスと知り合い恋人同士になるが、上手くいかず友達に納まる。ペイトンやブルックとも友達になるが、実はアンナはある悩みを抱えていた。
クリス・ケラー
演 - タイラー・ヒルトン
ペイトンが通うCDショップの店員。ミュージシャンを志している。人を小ばかにしたような発言と高慢な態度が目につくが、観客を前に緊張してステージを降りようとするヘイリーに手を貸すなど、思い遣りのある行動も見受けられる。ネイサンと結婚していることを知りながらも、ヘイリーに好意を持ちアプローチを仕掛ける。第三シーズンではネイサンが再び音楽をヘイリーにさせるため呼び寄せ、再登場する。その際、仮装パーティでバットマンのコスプレをしてネイサンと思ったヘイリーとキスをした。第4シーズンでも登場し、ルーカス達の車が壊れて立ち往生している所に通り掛かり、ルーカス達の車を街まで牽引して助けた。最終シーズンでも登場する。
ジュールズ
演 - マリア・メノウノス、日本語吹替 - 若原美紀
キースと出会い恋に落ちる女性。美人で親しみやすい性格だが、実はある事件を根に持つダンがキースに復讐をするために金の工面をすることと引き換えに手配していた。だがそんな計画とは裏腹にジュールズは本気でキースの優しさに惹かれてしまい、「計画を遂行しなければならない」という使命感と「キースを騙したくない」という良心の間で葛藤するが、カレンに追いつめられて、式を挙げる前に逃亡する。「ジュールズ」という名前は偽名で、本名はエミリー・チェンバース。
ニッキ
演 - エマニュエル・ヴォージア
ジェイクの娘ジェニーの母親。ジェニーを産んですぐに姿を消したにもかかわらず、突然現れ「ジェニーを育てたい」と言い出す。だがジェイクは既にニッキへの想いは断ち切っていた。ニッキは無責任な行動を繰り返し一度ジェイクに拒絶されるが、それでも執拗にジェニーを取り戻そうと躍起になる。第2シーズンの最後でジェイクが刑務所に入っているのをいいことに、ジェニーを連れて逃げる。ジェニーを取り戻そうとしているジェイクにジェニーは他の男の子供だと言ったことがあるが、それがニッキのその場逃れの嘘なのか真実なのかははっきりしなかった。
テイラー・ジェームズ
演 - リンジー・マッケオン
ヘイリーとクインの姉で三姉妹の長女。大学を追い出されたことを理由に、突然トゥリー・ヒルに舞い戻る。実はテイラーはネイサンの初体験の相手。当時ネイサンは酔っていたためテイラーのことを覚えていなかったが、腰にあるサソリのタトゥーを見て思い出した。優等生タイプのヘイリーとは正反対の性格で、何かとネイサンとヘイリーの仲を邪魔する。第7シーズンで再登場し新しい恋人を披露するが、何と妹のクインの元夫のデイビッドであり、険悪な雰囲気になる。その後、母リディアが癌になっていると知り逃げ出すが、説得されて何とか姉妹三人で看取った。以降は登場しない。
アンディ・ハーグローヴ
演 - キーレン・ハッチソン
第2シーズンでカレンが通う大学の若い講師で、後にカレンの恋人となる。フレンドリーな性格で頭も良く、機知とユーモアに富んでいてルーカスとも仲が良い。カレンに「息子がいる」と言われたとき、てっきり6歳程度だと思いルーカスには到底着られないようなサイズのTシャツを用意した。ダンを失脚させようとするルーカスに協力するが、その仕返しからカレンとの関係を生徒達の前でダンに暴露されて大学は辞めることになり、母親の体調が良くないこともありニュージーランドに帰ることになる。第5シーズンで再登場し、カレンと一緒になってリリーを育てていることが判明した。

## エピソード一覧

### シーズン一覧
| シーズン | シーズン | エピソード | 米国での放送日               | 米国での放送日               |
| シーズン | シーズン | エピソード | 初回                         | 最終回                       |
| -------- | -------- | ---------- | ---------------------------- | ---------------------------- |
|          | 1        | 22         | 2003年9月23日                | 2004年5月11日                |
|          | 2        | 23         | 2004年9月21日                | 2005年5月24日                |
|          | 3        | 22         | 2005年10月5日                | 2006年5月3日                 |
|          | 4        | 21         | 2006年9月27日                | 2007年6月13日                |
|          | 5        | 18         | 2008年1月8日                 | 2008年5月19日                |
|          | 6        | 24         | 2008年9月1日                 | 2009年5月18日                |
|          | 7        | 22         | 2009年9月14日                | 2010年5月17日                |
|          | 8        | 22         | 2010年9月14日                | 2011年5月17日                |
|          | 9        | 13         | 2012年1月11日                | 2012年4月4日                 |
| トータル | トータル | 187        | 2003年9月23日 – 2012年4月4日 | 2003年9月23日 – 2012年4月4日 |

### シーズン1 （2003年 - 2004年）
| 通算 | 話数 | タイトル                       | 原題                                                        | 監督                           | 米国放送日     | 視聴者数 (万人) |
| ---- | ---- | ------------------------------ | ----------------------------------------------------------- | ------------------------------ | -------------- | --------------- |
| 1    | 1    | ワン・オン・ワン               | Pilot                                                       | Bryan Gordon                   | 2003年9月23日  | 248             |
| 2    | 2    | チームメイト                   | The Places You Have Come to Fear the Most                   | Bryan Gordon                   | 2003年9月30日  | 330             |
| 3    | 3    | バーニング・ボート             | Are You True?                                               | Michael Grossman               | 2003年10月7日  | 354             |
| 4    | 4    | ベスト・カップル               | Crash Into You                                              | デヴィッド・カーソン           | 2003年10月14日 | 378             |
| 5    | 5    | 消えない想い                   | All That You Can't Leave Behind / Where I End And You Begin | Duane Clark                    | 2003年10月21日 |                 |
| 6    | 6    | ある夜の出来事                 | Every Night Is Another Story                                | Jason Moore                    | 2003年10月28日 |                 |
| 7    | 7    | 君の心が欲しい                 | Life in a Glass House                                       | ロバート・ダンカン・マクニール | 2003年11月4日  | 362             |
| 8    | 8    | 旅立ち                         | The Search for Something More                               | John T. Kretchmer              | 2003年11月11日 | 364             |
| 9    | 9    | プレッシャー                   | With Arms Outstretched                                      | Greg Prange                    | 2003年11月18日 | 375             |
| 10   | 10   | ジェイクの秘密                 | You Gotta Go There to Come Back                             | Keith Samples                  | 2004年1月20日  | 435             |
| 11   | 11   | 迷い道                         | The Living Years                                            | Thomas J. Wright               | 2004年1月27日  |                 |
| 12   | 12   | 嵐の夜に…                      | Crash Course in Polite Conversations                        | Sandy Smolan                   | 2004年2月3日   |                 |
| 13   | 13   | 動き出す運命                   | Hanging by a Moment                                         | John Behring                   | 2004年2月10日  |                 |
| 14   | 14   | 祈りのとき                     | I Shall Believe                                             | Greg Prange                    | 2004年2月17日  | 439             |
| 15   | 15   | 全てが変わる瞬間               | Suddenly Everything Has Changed                             | デヴィッド・カーソン           | 2004年2月24日  | 387             |
| 16   | 16   | 初めての傷                     | The First Cut Is the Deepest                                | ロバート・ダンカン・マクニール | 2004年3月2日   | 395             |
| 17   | 17   | 譲れないチア対決               | Spirit in the Night                                         | Duane Clark                    | 2004年4月6日   | 324             |
| 18   | 18   | デートボーイ・オークション     | To Wish Impossible Things                                   | Billy Dickson                  | 2004年4月13日  | 481             |
| 19   | 19   | 衝撃の告白                     | How Can You Be Sure?                                        | Thomas J. Wright               | 2004年4月20日  | 440             |
| 20   | 20   | パーティーを取り返せ           | What Is and What Should Never Be                            | Perry Lang                     | 2004年4月27日  | 423             |
| 21   | 21   | それぞれの決意                 | The Leaving Song                                            | デヴィッド・カーソン           | 2004年5月4日   | 409             |
| 22   | 22   | ワタリガラス (レイヴン) の群れ | The Games That Play Us                                      | Greg Prange                    | 2004年5月11日  | 449             |

### シーズン2 （2004年 - 2005年）
| 通算 | 話数 | タイトル                 | 原題                                    | 監督                 | 米国放送日     | 視聴者数 (万人) |
| ---- | ---- | ------------------------ | --------------------------------------- | -------------------- | -------------- | --------------- |
| 23   | 1    | 再出発                   | The Desperate Kingdom of Love           | Greg Prange          | 2004年9月21日  | 493             |
| 24   | 2    | ウェディング・パーティー | Truth Doesn't Make a Noise              | Billy Dickson        | 2004年9月28日  | 493             |
| 25   | 3    | 危険な誘惑               | Near Wild Heaven                        | Greg Prange          | 2004年10月5日  | 543             |
| 26   | 4    | 嵐を呼ぶ男               | You Can't Always Get What You Want      | ジョアンナ・カーンズ | 2004年10月12日 | 483             |
| 27   | 5    | チャレンジ・ゲーム       | I Will Dare                             | Thomas J. Wright     | 2004年10月19日 | 450             |
| 28   | 6    | 星の降る夜に             | We Might as Well Be Strangers           | Sandy Bookstaver     | 2004年10月26日 | 457             |
| 29   | 7    | オープニング・ナイト     | Let the Reigns Go Loose                 | デヴィッド・ペイマー | 2004年11月2日  | 462             |
| 30   | 8    | 朝までガールズ･トーク    | Truth, Bitter Truth                     | Billy Dickson        | 2004年11月9日  | 454             |
| 31   | 9    | ひとりぼっちのプロム     | The Trick Is to Keep Breathing          | John Asher           | 2004年11月16日 | 418             |
| 32   | 10   | 心のカギ                 | Don't Take Me for Granted               | Lev L. Spiro         | 2004年11月30日 | 436             |
| 33   | 11   | 予期せぬ再会             | The Heart Brings You Back               | Matt Shakman         | 2005年1月25日  | 407             |
| 34   | 12   | 自分の道                 | Between Order and Randomness            | Bethany Rooney       | 2005年2月1日   | 413             |
| 35   | 13   | 苦渋の選択               | The Hero Dies in This One               | Kevin Dowling        | 2005年2月8日   | 447             |
| 36   | 14   | 生徒会長選挙             | The Quiet Things That No One Ever Knows | Babu Subramaniam     | 2005年2月15日  | 428             |
| 37   | 15   | タイム・カプセル         | Unopened Letter to the World            | Greg Prange          | 2005年2月22日  | 425             |
| 38   | 16   | 愛と嘘のはざまで         | Somewhere a Clock Is Ticking            | Billy Dickson        | 2005年3月1日   | 395             |
| 39   | 17   | 失意の旅立ち             | Something I Can Never Have              | ポール・ヨハンセン   | 2005年4月19日  | 408             |
| 40   | 18   | ジェイクの決意           | The Lonesome Road                       | Thomas J. Wright     | 2005年4月26日  | 442             |
| 41   | 19   | 悪夢のサーキット         | I'm Wide Awake, It's Morning            | Thomas J. Wright     | 2005年5月3日   | 405             |
| 42   | 20   | もしも…                  | Lifetime Piling Up                      | Les Butler           | 2005年5月10日  | 378             |
| 43   | 21   | ただの友達               | What Could Have Been                    | Bethany Rooney       | 2005年5月17日  | 420             |
| 44   | 22   | かなわぬ望み             | The Tide That Left and Never Came Back  | Thomas J. Wright     | 2005年5月24日  | 361             |
| 45   | 23   | 暗雲                     | The Leavers Dance                       | Greg Prange          | 2005年5月24日  | 361             |

### シーズン3 （2005年 - 2006年）
| 通算 | 話数 | タイトル                       | 原題                                                                                     | 監督                 | 米国放送日     | 視聴者数 (万人) |
| ---- | ---- | ------------------------------ | ---------------------------------------------------------------------------------------- | -------------------- | -------------- | --------------- |
| 46   | 1    | 復讐の誓い                     | Like You Like an Arsonist                                                                | Greg Prange          | 2005年10月5日  | 346             |
| 47   | 2    | 断ち切れない想い               | From the Edge of the Deep Green Sea                                                      | Kevin Dowling        | 2005年10月12日 | 312             |
| 48   | 3    | 炎の中の記憶                   | First Day on a Brand New Planet                                                          | Billy Dickson        | 2005年10月19日 | 312             |
| 49   | 4    | コスプレ・パーティーの夜       | An Attempt to Tip the Scales                                                             | Janice Cooke         | 2005年10月26日 | 336             |
| 50   | 5    | ミッドナイト・マッドネス       | A Multitude of Casualties                                                                | Thomas J. Wright     | 2005年11月2日  | 303             |
| 51   | 6    | ファンタジー・ボーイ・ドラフト | Locked Hearts & Hand Grenades                                                            | Marita Grabiak       | 2005年11月9日  | 342             |
| 52   | 7    | やさしい記憶                   | Champagne for My Real Friends, Real Pain for My Sham Friends                             | ポール・ヨハンセン   | 2005年11月16日 | 352             |
| 53   | 8    | 苦い開幕戦                     | The Worst Day Since Yesterday                                                            | John Asher           | 2005年11月30日 | 341             |
| 54   | 9    | 死の天使ペインジェル           | How a Resurrection Really Feels                                                          | Greg Prange          | 2005年12月7日  | 333             |
| 55   | 10   | すばらしき新世界               | Brave New World                                                                          | John Asher           | 2006年1月11日  | 323             |
| 56   | 11   | 帰ってきたキース               | Return of the Future                                                                     | Bethany Rooney       | 2006年1月18日  | 267             |
| 57   | 12   | 卒業後の進路                   | I've Got Dreams to Remember                                                              | Stuart Gillard       | 2006年1月25日  | 270             |
| 58   | 13   | 風に舞う思い出                 | The Wind That Blew My Heart Away                                                         | David Jackson        | 2006年2月1日   | 301             |
| 59   | 14   | チャンスとハピネス             | All Tomorrow's Parties                                                                   | デヴィッド・ペイマー | 2006年2月8日   | 289             |
| 60   | 15   | タイム・カプセルの波紋         | Just Watch the Fireworks                                                                 | Billy Dickson        | 2006年2月15日  | 285             |
| 61   | 16   | 悲しき凶気                     | With Tired Eyes, Tired Minds, Tired Souls, We Slept                                      | Greg Prange          | 2006年3月1日   | 336             |
| 62   | 17   | 喪失の苦しみ                   | Who Will Survive, and What Will Be Left of Them                                          | John Asher           | 2006年3月29日  | 282             |
| 63   | 18   | ロッジでの週末                 | When It Isn't Like It Should Be                                                          | ポール・ヨハンセン   | 2006年4月5日   | 293             |
| 64   | 19   | 人生における大切なこと         | I Slept with Someone in Fall Out Boy and All I Got Was This Stupid Song Written About Me | モイラ・ケリー       | 2006年4月12日  | 276             |
| 65   | 20   | 日曜日の憂うつ                 | Everyday Is a Sunday Evening                                                             | Billy Dickson        | 2006年4月19日  | 267             |
| 66   | 21   | おとぎ話のゆくえ               | Over the Hills and Far Away                                                              | Thomas J. Wright     | 2006年4月26日  | 287             |
| 67   | 22   | そして物語は続く…              | The Show Must Go On                                                                      | Mark Schwahn         | 2006年5月3日   | 306             |

### シーズン4 （2006年 - 2007年）
| 通算 | 話数 | タイトル             | 原題                                    | 監督               | 米国放送日     | 視聴者数 (万人) |
| ---- | ---- | -------------------- | --------------------------------------- | ------------------ | -------------- | --------------- |
| 68   | 1    | 水の底の恐怖         | The Same Deep Water as You              | Greg Prange        | 2006年9月27日  | 364             |
| 69   | 2    | ロンリー・バースデー | Things I Forgot at Birth                | Greg Prange        | 2006年10月4日  | 309             |
| 70   | 3    | スキルスのデビュー戦 | Good News for People Who Love Bad News  | John Asher         | 2006年10月11日 | 328             |
| 71   | 4    | 誰の赤ちゃん?        | Can't Stop This Thing We've Started     | Bethany Rooney     | 2006年10月18日 | 295             |
| 72   | 5    | 闇から生まれた愛     | I Love You But I've Chosen Darkness     | Stuart Gillard     | 2006年10月25日 | 357             |
| 73   | 6    | 眠れぬ夜             | Where Did You Sleep Last Night?         | ポール・ヨハンセン | 2006年11月8日  | 352             |
| 74   | 7    | 準決勝の条件         | All These Things That I've Done         | David Jackson      | 2006年11月15日 | 325             |
| 75   | 8    | あふれる想い         | Nothing Left to Say But Goodbye         | Janice Cooke       | 2006年11月22日 | 253             |
| 76   | 9    | 勝利の代償           | Some You Give Away                      | Greg Prange        | 2006年11月29日 | 421             |
| 77   | 10   | キースの導き         | Songs to Love and Die By                | John Asher         | 2006年12月6日  | 424             |
| 78   | 11   | 君は一人じゃない     | Everything in Its Right Place           | Michael Lange      | 2007年1月17日  | 218             |
| 79   | 12   | つかのまの幸せ       | Resolve                                 | モイラ・ケリー     | 2007年1月24日  | 226             |
| 80   | 13   | クラスメートの素顔   | Pictures of You                         | Les Butler         | 2007年2月7日   | 285             |
| 81   | 14   | ウソのほころび       | Sad Songs for Dirty Lovers              | Janice Cooke       | 2007年2月14日  | 225             |
| 82   | 15   | 愛と憎悪のプロム     | Prom Night at Hater High                | ポール・ヨハンセン | 2007年2月21日  | 315             |
| 83   | 16   | プロム・ナイトメア   | You Call It Madness, But I Call It Love | Thomas J. Wright   | 2007年5月2日   | 328             |
| 84   | 17   | マウス緊急事態       | It Gets the Worst at Night              | Greg Prange        | 2007年5月9日   | 295             |
| 85   | 18   | 踏み出す勇気         | The Runaway Found                       | David Jackson      | 2007年5月16日  | 271             |
| 86   | 19   | 卒業アルバムの日     | Ashes of Dreams You Let Die             | Michael Lange      | 2007年5月30日  | 206             |
| 87   | 20   | 卒業式               | The Birth and Death of the Day          | Greg Prange        | 2007年6月6日   | 211             |
| 88   | 21   | 私たちがいた証       | All of a Sudden I Miss Everyone         | Mark Schwahn       | 2007年6月13日  | 250             |

### シーズン5 （2008年）
| 通算 | 話数 | タイトル             | 原題                                        | 監督                   | 米国放送日    | 視聴者数 (万人) |
| ---- | ---- | -------------------- | ------------------------------------------- | ---------------------- | ------------- | --------------- |
| 89   | 1    | 4年後の再会          | 4 Years, 6 Months, 2 Days                   | Greg Prange            | 2008年1月8日  | 336             |
| 90   | 2    | 自分で決めること     | Racing Like a Pro                           | ポール・ヨハンセン     | 2008年1月8日  | 357             |
| 91   | 3    | 幸運の竹             | My Way Home Is Through You                  | David Jackson          | 2008年1月15日 | 272             |
| 92   | 4    | 傷だらけの一歩       | It's Alright, Ma (I'm Only Bleeding)        | Janice Cooke           | 2008年1月22日 | 304             |
| 93   | 5    | 突然のプロポーズ     | I Forgot to Remember to Forget              | リズ・フリードランダー | 2008年1月29日 | 279             |
| 94   | 6    | すれ違う心           | Don't Dream It's Over                       | Thomas J. Wright       | 2008年2月5日  | 286             |
| 95   | 7    | トリックでの一夜     | In Da Club                                  | Greg Prange            | 2008年2月12日 | 316             |
| 96   | 8    | 小説からの卒業       | Please Please Please Let Me Get What I Want | ポール・ヨハンセン     | 2008年2月19日 | 285             |
| 97   | 9    | あの日の図書館で     | For Tonight You're Only Here to Know        | Joe Davola             | 2008年2月26日 | 318             |
| 98   | 10   | 変わり果てた友       | Running to Stand Still                      | Clark Mathis           | 2008年3月4日  | 293             |
| 99   | 11   | 気まずいダブルデート | You're Gonna Need Someone on Your Side      | Michael J. Leone       | 2008年3月11日 | 250             |
| 100  | 12   | すい星を待つ少年     | Hundred                                     | Les Butler             | 2008年3月18日 | 300             |
| 101  | 13   | 耳を澄ませば         | Echoes, Silence, Patience, and Grace        | Greg Prange            | 2008年4月14日 | 280             |
| 102  | 14   | より善き道へ         | What Do You Go Home To                      | リズ・フリードランダー | 2008年4月21日 | 292             |
| 103  | 15   | 人生は短い           | Life Is Short                               | ポール・ヨハンセン     | 2008年4月28日 | 257             |
| 104  | 16   | チームワーク         | Cryin' Won't Help You Now                   | Greg Prange            | 2008年5月5日  | 229             |
| 105  | 17   | アンジーの手術       | Hate Is Safer Than Love                     | Stuart Gillard         | 2008年5月12日 | 272             |
| 106  | 18   | 憂鬱の後にくるもの   | What Comes After the Blues                  | Mark Schwahn           | 2008年5月19日 | 323             |

### シーズン6 （2008年 - 2009年）
| 通算 | 話数 | タイトル                   | 原題                                                       | 監督                       | 米国放送日     | 視聴者数 (万人) |
| ---- | ---- | -------------------------- | ---------------------------------------------------------- | -------------------------- | -------------- | --------------- |
| 107  | 1    | いざ ラスベガスへ          | Touch Me I'm Going to Scream: Part 1                       | Stuart Gillard             | 2008年9月1日   | 325             |
| 108  | 2    | 友情のわかれ道             | One Million Billionth of a Millisecond on a Sunday Morning | Greg Prange                | 2008年9月8日   | 328             |
| 109  | 3    | 立ち直るためのマント       | Get Cape. Wear Cape. Fly.                                  | リズ・フリードランダー     | 2008年9月15日  | 337             |
| 110  | 4    | 明日に架ける橋             | Bridge Over Troubled Water                                 | ポール・ヨハンセン         | 2008年9月22日  | 315             |
| 111  | 5    | はかない期待               | You've Dug Your Own Grave, Now Lie in It                   | John Asher                 | 2008年9月29日  | 342             |
| 112  | 6    | 親子の距離                 | Choosing My Own Way of Life                                | Clark Mathis               | 2008年10月13日 | 347             |
| 113  | 7    | 子供のケンカ、大人のケンカ | Messin' with the Kid                                       | Greg Prange                | 2008年10月20日 | 370             |
| 114  | 8    | 人生は映画のごとく         | Our Life Is Not a Movie or Maybe                           | Peter Kowalski             | 2008年10月27日 | 321             |
| 115  | 9    | 悪魔を憐れむ               | Sympathy for the Devil                                     | Bradley Walsh              | 2008年11月3日  | 302             |
| 116  | 10   | 幸せの定義                 | Even Fairy Tale Characters Would Be Jealous                | Janice Cooke               | 2008年11月10日 | 300             |
| 117  | 11   | 夢の中で                   | We Three (My Echo, My Shadow and Me)                       | Joe Davola                 | 2008年11月17日 | 272             |
| 118  | 12   | つらい選択                 | You Have to Be Joking (Autopsy of the Devil's Brain)       | Mark Schwahn               | 2008年11月24日 | 265             |
| 119  | 13   | 母としての決意             | Things a Mama Don't Know                                   | Michael J. Leone           | 2009年1月5日   | 266             |
| 120  | 14   | 差し出す手                 | A Hand to Take Hold of the Scene                           | チャド・マイケル・マーレイ | 2009年1月12日  | 306             |
| 121  | 15   | チャンスを待って           | We Change, We Wait                                         | Les Butler                 | 2009年1月19日  | 260             |
| 122  | 16   | 脚本家のブルース           | Screenwriter's Blues                                       | ベサニー・ジョイ・レンツ   | 2009年2月2日   | 265             |
| 123  | 17   | 君を失いたくない           | You and Me and the Bottle Makes Three Tonight              | Greg Prange                | 2009年3月16日  | 241             |
| 124  | 18   | 美は試みの中に             | Searching for a Former Clarity                             | Joe Davola                 | 2009年3月23日  | 240             |
| 125  | 19   | 傷を癒す日                 | Letting Go                                                 | ポール・ヨハンセン         | 2009年3月30日  | 236             |
| 126  | 20   | 誰かを思う気持ち           | I Would for You                                            | Peter B. Kowalski          | 2009年4月20日  | 245             |
| 127  | 21   | 夢のつづき                 | A Kiss to Build a Dream On                                 | Erica Dunton               | 2009年4月27日  | 228             |
| 128  | 22   | 私の生きる道               | Show Me How to Live                                        | ジェームズ・ラファティ     | 2009年5月4日   | 223             |
| 129  | 23   | いつまでも                 | Forever and Almost Always                                  | Greg Prange                | 2009年5月11日  | 230             |
| 130  | 24   | 思い出を胸に               | Remember Me as a Time of Day                               | Mark Schwahn               | 2009年5月18日  | 267             |

### シーズン7 （2009年 - 2010年）
| 通算 | 話数 | タイトル             | 原題                                                      | 監督                     | 米国放送日     | 視聴者数 (万人) |
| ---- | ---- | -------------------- | --------------------------------------------------------- | ------------------------ | -------------- | --------------- |
| 131  | 1    | 14ヵ月後             | 4:30 AM (Apparently They Were Traveling Abroad)           | Clark Mathis             | 2009年9月14日  | 255             |
| 132  | 2    | 心の求めるままに     | What Are You Willing to Lose                              | Les Butler               | 2009年9月21日  | 230             |
| 133  | 3    | 手を取り合って       | Hold My Hand as I'm Lowered                               | リズ・フリードランダー   | 2009年9月28日  | 251             |
| 134  | 4    | もつれ始めた糸       | Believe Me, I'm Lying                                     | Greg Prange              | 2009年10月5日  | 213             |
| 135  | 5    | 揺れる心             | Your Cheatin' Heart                                       | Peter B. Kowalski        | 2009年10月12日 | 255             |
| 136  | 6    | 負のスパイラル       | Deep Ocean Vast Sea                                       | Janice Cooke             | 2009年10月19日 | 221             |
| 137  | 7    | 永遠の愛             | I and Love and You                                        | ジェームズ・ラファティ   | 2009年10月26日 | 267             |
| 138  | 8    | 男同士の週末         | (I Just) Died in Your Arms Tonight                        | Michael J. Leone         | 2009年11月2日  | 232             |
| 139  | 9    | 日の射す方へ         | Now You Lift Your Eyes to the Sun                         | ソフィア・ブッシュ       | 2009年11月9日  | 267             |
| 140  | 10   | 気持ちのズレ         | You Are a Runner and I Am My Father's Son                 | ポール・ヨハンセン       | 2009年11月16日 | 263             |
| 141  | 11   | 夢を追う人たち       | You Know I Love You... Don't You?                         | Greg Prange              | 2009年11月30日 | 240             |
| 142  | 12   | 和解のとき           | Some Roads Lead Nowhere                                   | Mark Schwahn             | 2009年12月7日  | 257             |
| 143  | 13   | 駆け足の夏           | Weeks Go by Like Days                                     | Joe Davola               | 2010年1月18日  | 218             |
| 144  | 14   | ファミリー・トラブル | Family Affair                                             | ポール・ヨハンセン       | 2010年1月25日  | 220             |
| 145  | 15   | 青春映画のように     | Don't You Forget About Me                                 | Les Butler               | 2010年2月1日   | 215             |
| 146  | 16   | 母の選択             | My Attendance Is Bad But My Intentions Are Good           | Jessica Landaw           | 2010年2月8日   | 217             |
| 147  | 17   | 明日より今を         | At the Bottom of Everything                               | ベサニー・ジョイ・レンツ | 2010年2月15日  | 187             |
| 148  | 18   | 写真の思い出         | The Last Day of Our Acquaintance                          | Joe Davola               | 2010年2月22日  | 223             |
| 149  | 19   | 写真が語る物語       | Every Picture Tells a Story                               | Chad Graves              | 2010年4月26日  | 201             |
| 150  | 20   | 深い悲しみの淵で     | Learning to Fall                                          | Greg Prange              | 2010年5月3日   | 195             |
| 151  | 21   | 宝探し               | What's in the Ground Belongs to You                       | Peter Kowalski           | 2010年5月10日  | 210             |
| 152  | 22   | 言えなかった言葉     | Almost Everything I Wish I'd Said the Last Time I Saw You | Mark Schwahn             | 2010年5月17日  | 202             |

### シーズン8 （2010年 - 2011年）
| 通算 | 話数 | タイトル                   | 原題                                     | 監督                     | 米国放送日     | 視聴者数 (万人) |
| ---- | ---- | -------------------------- | ---------------------------------------- | ------------------------ | -------------- | --------------- |
| 153  | 1    | 天国の門                   | Asleep at Heaven's Gate                  | Mark Schwahn             | 2010年9月14日  | 214             |
| 154  | 2    | 見えない姿                 | I Can't See You, But I Know You're There | Joe Davola               | 2010年9月21日  | 186             |
| 155  | 3    | 生と死のはざまで           | The Space in Between                     | Greg Prange              | 2010年9月28日  | 183             |
| 156  | 4    | 勇気ある決断               | We All Fall Down                         | Peter B. Kowalski        | 2010年10月5日  | 197             |
| 157  | 5    | 引き際は誰も教えてくれない | Nobody Taught Us to Quit                 | ジェームズ・ラファティ   | 2010年10月12日 | 191             |
| 158  | 6    | ハロウィーンの夜           | Not Afraid                               | ソフィア・ブッシュ       | 2010年10月19日 | 190             |
| 159  | 7    | 新郎の付添人は?            | Luck Be a Lady                           | Les Butler               | 2010年11月2日  | 182             |
| 160  | 8    | 口いっぱいのダイヤモンド   | Mouthful of Diamonds                     | Michael J. Leone         | 2010年11月9日  | 170             |
| 161  | 9    | 大荒れの感謝祭             | Between Raising Hell and Amazing Grace   | ベサニー・ジョイ・レンツ | 2010年11月16日 | 190             |
| 162  | 10   | やりたいことリスト         | Lists, Plans                             | Joe Davola               | 2010年11月30日 | 181             |
| 163  | 11   | 私はあなたの嵐             | Darkness on the Edge of Town             | Mark Schwahn             | 2010年12月7日  | 220             |
| 164  | 12   | 結婚前夜のパーティー       | The Drinks We Drank Last Night           | Chad Graves              | 2011年1月25日  | 190             |
| 165  | 13   | 運命の人                   | The Other Half of Me                     | Greg Prange              | 2011年2月1日   | 242             |
| 166  | 14   | スーパーヒーローズ         | Holding Out for a Hero                   | Peter B. Kowalski        | 2011年2月8日   | 160             |
| 167  | 15   | ハッピー･バレンタイン      | Valentine's Day Is Over                  | ポール・ヨハンセン       | 2011年2月15日  | 165             |
| 168  | 16   | ベビー・シャワー           | I Think I'm Gonna Like It Here           | Steven Goldfried         | 2011年2月22日  | 201             |
| 169  | 17   | オオカミ少年の巻           | The Smoker You Drink, the Player You Get | Les Butler               | 2011年3月1日   | 160             |
| 170  | 18   | 新しい命の誕生             | Quiet Little Voices                      | オースティン・ニコルズ   | 2011年4月19日  | 141             |
| 171  | 19   | 父の想い                   | Where Not to Look for Freedom            | Joe Davola               | 2011年4月26日  | 145             |
| 172  | 20   | 父親と息子                 | The Man Who Sailed Around His Soul       | Mark Schwahn             | 2011年5月3日   | 125             |
| 173  | 21   | リバーコートを守れ         | Flightless Bird, American Mouth          | Greg Prange              | 2011年5月10日  | 130             |
| 174  | 22   | 魔法の町                   | This Is My House, This Is My Home        | Mark Schwahn             | 2011年5月17日  | 148             |

### シーズン9 （2012年）
| 通算 | 話数 | タイトル             | 原題                                  | 監督                   | 米国放送日    | 視聴者数 (万人) |
| ---- | ---- | -------------------- | ------------------------------------- | ---------------------- | ------------- | --------------- |
| 175  | 1    | 眠らない眠れない     | Know This, We've Noticed              | Mark Schwahn           | 2012年1月11日 | 172             |
| 176  | 2    | 幸せな居場所は…      | In the Room Where You Sleep           | Joe Davola             | 2012年1月18日 | 153             |
| 177  | 3    | 崩れるバランス       | Love the Way You Lie                  | ポール・ヨハンセン     | 2012年1月25日 | 146             |
| 178  | 4    | 悩める男たち         | Don't You Want to Share the Guilt?    | Les Butler             | 2012年2月1日  | 152             |
| 179  | 5    | カフェ対決           | The Killing Moon                      | Greg Prange            | 2012年2月8日  | 135             |
| 180  | 6    | 災難と癒し           | Catastrophe and the Cure              | ジェームズ・ラファティ | 2012年2月15日 | 140             |
| 181  | 7    | 消えない不安         | Last Known Surroundings               | オースティン・ニコルズ | 2012年2月22日 | 143             |
| 182  | 8    | 親子のかたち         | A Rush of Blood to the Head           | Greg Prange            | 2012年2月29日 | 157             |
| 183  | 9    | 終わらない悪夢       | Every Breath Is a Bomb                | Peter B. Kowalski      | 2012年3月7日  | 147             |
| 184  | 10   | 救いの道             | Hardcore Will Never Die, But You Will | Mark Schwahn           | 2012年3月14日 | 152             |
| 185  | 11   | 罪と償い             | Danny Boy                             | Joe Davola             | 2012年3月21日 | 150             |
| 186  | 12   | 無限のチャンス       | Anyone Who Had a Heart                | ソフィア・ブッシュ     | 2012年3月28日 | 134             |
| 187  | 13   | ワン・トゥリー・ヒル | One Tree Hill                         | Mark Schwahn           | 2012年4月4日  | 143             |

## 主題歌
- Gavin DeGraw / I Don't Want To Be

アルバム「チャリオット」収録。（BMGジャパン）